# Asarkina salviae
Asarkina salviae är en tvåvingeart som först beskrevs av Fabricius 1794.  Asarkina salviae ingår i släktet Asarkina och familjen blomflugor. Inga underarter finns listade i Catalogue of Life.